# Артем Арутюнян
Артем Арутюнян (вірм. Արտեմ Հարությունյան, нім. Artem Harutiunian; нар. 13 серпня 1990, Єреван, Німеччина) — німецький боксер вірменського походження, що виступає у легкій та першій напівсередній вагових категоріях. Бронзовий призер Олімпійських ігор 2016 року. Учасник напівпрофесійної ліги WSB.

## Любительська кар'єра

### Чемпіонат світу 2013
- 1/32 фіналу:Переміг Кларенса Боянга (Швеція) — 3-0
- 1/16 фіналу:Переміг Абделя Маліка Ладьялі (Франція) — 3-0
- 1/8 фіналу:Програв Евертону Лопесу (Бразилія) — 1-2

### Олімпійські ігри 2016
- 1/8 фіналу:Переміг Артура Біярсланова (Канада) — 2-0
- 1/4 фіналу:Переміг Батухана Гозгеджа (Туреччина) — 3-0
- 1/2 фіналу:Програв Лоренсо Сотомайору (Азербайджан) — 1-2

### Чемпіонат світу 2017
- 1/8 фіналу:Переміг Люка Маккормака (Англія) — 5-0
- 1/4 фіналу:Програв Ікболжону Холдарову (Узбекистан) — 2-3

## Професіональна кар'єра
Впродовж 2017-2022 років провів дванадцять переможних боїв на професійному рингу. 15 липня 2023 року в бою  за звання обов'язкового претендента на титул чемпіона світу за версією WBC у легкій вазі зустрівся з Френком Мартіном (США) і в напруженому поєдинку зазнав поравзки одностайним рішенням. Вирішальним для визначення переможця бою став нокдаун, у якому в дванадцятому раунді опинився Арутюнян.